# Новосельський Микола Олександрович
Микола Олександрович Новосельський (нар. 1818 — пом. 24 вересня 1898) — український підприємець російського походження, державний діяч, дійсний статський радник, одеський міський голова з 1867 року до 1878 року.

## Життєпис
Випускник Харківського університету (1840). Після Кримської війни, за підсумками якої Росія втратила право на військовий флот в Чорному морі, Новосельський створив в 1856 році приватно-державне пароплавство РОПіТ. Інтерес імперії полягав у спорудженні формально торгових суден, які в разі нової війни могли б виконувати бойові завдання (те ж стосувалося екіпажів і ремонтних баз). З схвалення Олександра II компанія отримувала від скарбниці кредити, звільнення від мит та готові кораблі. Ще одним засновником і директором був крупний Микола Аркас. Компанія з штаб-квартирою в Одесі зайняла провідні позиції як в міжнародних перевезеннях пасажирів і вантажів, так і у внутрішніх річкових.
Новосельський профінансував в 1858 році злиття пароплавних компаній «Кавказ» (перевезення по Каспійському морю) з працюючими на Волзі «Меркурієм» і «Русалкою». Став головою об'єднаної компанії  «Кавказ і Меркурій», також одержувала від уряду субсидії, пільги і замовлення.
Спільно з «першим російським нафтовиком» Василем Кокоревим в 1858 році заснував акціонерне товариство Волго-Донський залізниці.
З дозволу Одеської міської думи взяв в 1858 році в оренду на 25 років Хаджибейський і Куяльницький лимани, де замість бальнеологічного курорту організував видобуток солі. У 1868 році, вже ставши главою Одеси, передав солепромисли Міністерству фінансів.
Отримав в оренду у держави на 8 років збитковий на той момент курорт Кавказькі Мінеральні Води і всі цілющі джерела Ставропольської губерній в 1861 році. Найняв директором та головним лікарем московського професора Сергія Смирнова, який вперше поставив лікування на наукову основу, заснував на курорті Російське бальнеологічне суспільство. На гроші Новосільського побудували хімічну лабораторію, видавали спеціальну літературу, розробляли методику лікування.
Ініціював поглиблення акваторії одеського порту в 1861 році. Отримав у держави на виконання робіт 500 тис. руб. Через 5 років початковий кошторис була перевищена в 10 разів, гроші продовжували виділятися під гарантії генерал-губернатора Пауля Коцебу.
Організував Одеське кредитне товариство.
Головним досягненням Новосільського за роки роботи главою Одеси стала поява в місті водопроводу (побудований британською компанією на умовах концесії) і каналізації.
Новосельський є автором наступних книг:
Соціальні питання в Росії, СПб., 1881;
Засоби до підйому продуктивності Росії, СПб., 1883.
Сучасники називали Новосільського високоосвіченою людиною, завзятим театралом, любителем подорожей. Відзначали також його «спекулятивну жилку»

## Смерть
Микола Олександрович помер у віці 80 років під час подорожі по Європі. Прах був спочатку доставлений до Одеси, а після відспівування, за заповітом покійного, перевезений в Санкт-Петербург і похований на Новодічному цвинтарі.

## Пам'ять
В Одесі була заснована стипендія імені Новосільського, а його портрет повинен був вічно перебувати у великому залі міської Думи. Вулиця Ямська в Одесі, на якій жив голова міста, незабаром після його смерті була перейменована у вулицю Новосельського.[10]